# Râul Secătura, Năruja
Râul Secătura este un curs de apă, afluent al râului Năruja. 

## Hărți
- Harta Munții Vrancea
- Ovidiu Gabor - Economic Mechanism in Water Management ][nefuncțională]